# Ophiolepis kieri
Ophiolepis kieri is een slangster uit de familie Ophiolepididae.
De wetenschappelijke naam van de soort werd in 1979 gepubliceerd door Gordon Hendler.